# Monaldi y Sorti
Monaldi y Sorti o Rita Monaldi (nacida en 1966) y Francesco Sorti (nacido en 1964) son un matrimonio italiano, autores de varios libros y novelas de género histórico. Rita Monaldi es periodista y licenciada en Filología Clásica, y Francesco Sorti es también periodista, además de musicólogo especializado en el siglo XVII. Actualmente residen en Viena, autoexiliados, después de que su primera novela, "Imprimatur", desatara una fuerte polémica en Italia.
Sus más famosas novelas hasta la fecha son Imprimatur, Secretum, Veritas y Mysterium, todas ellas ambientadas en plena era Barroca, a caballo entre los siglos XVII y XVIII, y protagonizadas por Atto Melani, un castrato que existió en la vida real y actuó como espía. Estas cuatro novelas son parte de una serie de siete libros, cuyos títulos formarán una frase en latín: Imprimatur secretum, veritas mysterium, unicum…, que se traduce así: "Aunque el secreto esté impreso, la verdad sigue siendo un misterio, y solo queda..."; las dos últimas palabras (y títulos de las novelas) no han sido aún reveladas por los autores.
Además, han iniciado una tetralogía ambientada en el Renacimiento, con un personaje, Salaí, como protagonista; la primera novela, ya publicada, es Las dudas de Salaí.
También han publicado libros sobre política vaticana, y sátiras históricas.